# فهرست ملی حافظه جهانی در ایران
فهرست ملی حافظه جهانی یونسکو در ایران آثاری را شامل می‌شود که پیش از ثبت جهانی به صورت ملی ثبت می‌گردند.

## فهرست
| ر  | نام اثر                                                                    | محل نگهداری اثر                                        | تاریخ ثبت اثر در فهرست: | تاریخ ثبت اثر در فهرست: | تاریخ ثبت اثر در فهرست: | م                    |
| ر  | نام اثر                                                                    | محل نگهداری اثر                                        | ملی                     | منطقه‌ای                 | جهانی                   | م                    |
| ۱  | قرآن‌های نگاشته شده روی پوست آهو                                            | سازمان کتابخانه‌ها، موزه‌ها و مرکز اسناد آستان قدس رضوی  | ۱۳۸۷                    |                         |                         | [ ۲ ] [ ۳ ]          |
| ۲  | شاهنامه بایسنقری                                                           | کاخ موزه گلستان                                        | ۱۳۸۷                    |                         | ۲۰۰۷                    | [ ۴ ]                |
| ۳  | وقف‌نامه ربع رشیدی                                                          | کتابخانه مرکزی تبریز                                   | ۱۳۸۷                    |                         | ۲۰۰۷                    | [ ۵ ]                |
| ۴  | مجموعه اسناد تشکیلات اداری آستان قدس رضوی                                  | سازمان کتابخانه‌ها، موزه‌ها و مرکز اسناد آستان قدس رضوی  | ۱۳۸۷                    |                         | ۲۰۰۹                    | [ ۶ ] [ ۷ ]          |
| ۵  | المسالک و الممالک                                                          | موزه ملی ایران                                         | ۱۳۸۷                    | ۲۰۱۴                    | ۲۰۱۵                    | [ ۸ ]                |
| ۶  | سفینه تبریز                                                                | کتابخانه، موزه و مرکز اسناد مجلس شورای اسلامی          | ۱۳۸۷                    |                         |                         | [ ۹ ] [ ۱۰ ]         |
| ۷  | پنج گنج                                                                    | مدرسه عالی شهید مطهری                                  | ۱۳۸۸                    |                         | ۲۰۱۱                    | [ ۱۱ ]               |
| ۸  | پنج گنج                                                                    | کاخ موزه گلستان                                        | ۱۳۸۸                    |                         | ۲۰۱۱                    | [ ۱۱ ]               |
| ۹  | پنج گنج                                                                    | موزه ملی ایران                                         | ۱۳۸۸                    |                         | ۲۰۱۱                    | [ ۱۱ ]               |
| ۱۰ | پنج گنج                                                                    | کتابخانه و موزه ملی ملک                                | ۱۳۸۸                    |                         | ۲۰۱۱                    | [ ۱۱ ]               |
| ۱۱ | پنج گنج                                                                    | کتابخانه مرکزی و مرکز اسناد دانشگاه تهران              | ۱۳۸۸                    |                         | ۲۰۱۱                    | [ ۱۱ ]               |
| ۱۲ | التفهیم                                                                    | کتابخانه، موزه و مرکز اسناد مجلس شورای اسلامی          | ۱۳۸۸                    |                         | ۲۰۱۱                    | [ ۱۱ ]               |
| ۱۳ | مجموعه تصاویر و سخنرانی‌های روح‌الله خمینی                                   | آرشیو مرکزی صدا و سیما                                 | ۱۳۸۹                    |                         |                         | [ ۱۲ ]               |
| ۱۴ | مجموعه عکس‌های تاریخی                                                       | موسسه مطالعات تاریخ معاصر ایران                        | ۱۳۸۹                    |                         |                         | [ ۱۳ ]               |
| ۱۵ | مجموعه برگزیده نقشه‌های دوره قاجار ایران                                    | مرکز اسناد و تاریخ دیپلماسی وزارت امور خارجه           | ۱۳۸۹                    |                         | ۲۰۱۳                    | [ ۱۴ ]               |
| ۱۶ | وندیداد                                                                    | کتابخانه مرکزی و مرکز اسناد دانشگاه تهران              | ۱۳۸۹                    | ۲۰۱۴                    |                         | [ ۱۵ ] [ ۱۶ ] [ ۱۷ ] |
| ۱۷ | بیاض تاج الدین احمد وزیر                                                   | کتابخانه مرکزی و مرکز اسناد دانشگاه اصفهان             | ۱۳۸۹                    |                         |                         | [ ۱۸ ] [ ۱۹ ]        |
| ۱۸ | تلخیص کتاب اقلیدس                                                          | کتابخانه سریزدی مسجد حظیره                             | ۱۳۸۹                    |                         |                         | [ ۲۰ ] [ ۲۱ ]        |
| ۱۹ | جزوات قرآنی عثمان بن وراق                                                  | سازمان کتابخانه‌ها، موزه‌ها و مرکز اسناد آستان قدس رضوی  | ۱۳۸۹                    |                         |                         | [ ۲۲ ] [ ۲۳ ]        |
| ۲۰ | مجموعه سروده‌ها و آثار موسیقایی انقلاب اسلامی                               | آرشیو مرکزی صدا و سیما                                 | ۱۳۹۰                    |                         |                         | [ ۲۴ ] [ ۲۵ ]        |
| ۲۱ | مجموعه سروده‌ها و آثار موسیقایی دفاع مقدس                                   | آرشیو مرکزی صدا و سیما                                 | ۱۳۹۰                    |                         |                         | [ ۲۶ ] [ ۲۷ ]        |
| ۲۲ | ذخیره خوارزمشاهی                                                           | مدرسه عالی شهید مطهری                                  | ۱۳۹۰                    |                         | ۲۰۱۳                    | [ ۲۸ ]               |
| ۲۳ | ذخیره خوارزمشاهی                                                           | کتابخانه مرکزی و مرکز اسناد دانشگاه تهران              | ۱۳۹۰                    |                         | ۲۰۱۳                    | [ ۲۸ ]               |
| ۲۴ | نهج البلاغه                                                                | مرکز احیاء میراث اسلامی در قم                          | ۱۳۹۰                    |                         |                         | [ ۲۹ ]               |
| ۲۵ | انجیل رسولان                                                               | کتابخانه مرکزی تبریز                                   | ۱۳۹۰                    |                         |                         | [ ۳۰ ] [ ۳۱ ] [ ۳۲ ] |
| ۲۶ | مجموعه اسناد شهدای انقلاب اسلامی ایران (۱۳۴۲–۱۳۵۹)                         | آرشیو مرکز اسناد ایثارگران بنیاد شهید و امور ایثارگران | ۱۳۹۱                    |                         |                         | [ ۳۳ ]               |
| ۲۷ | اسناد شهدای دفاع مقدس (۱۳۵۹–۱۳۶۷)                                          | آرشیو مرکز اسناد ایثارگران بنیاد شهید و امور ایثارگران | ۱۳۹۱                    |                         |                         | [ ۳۴ ]               |
| ۲۸ | اذان رحیم مؤذن زاده اردبیلی                                                | آرشیو مرکزی صدا و سیما                                 | ۱۳۹۱                    |                         |                         | [ ۳۵ ]               |
| ۲۹ | فیلم مستند جان مرجان                                                       | آرشیو مرکزی صدا و سیما                                 | ۱۳۹۱                    | ۲۰۱۴                    |                         | [ ۲۶ ]               |
| ۳۰ | کتابچه جمع و خرج کل ممالک محروسه سیچقان‌ئیل سنه ۱۳۱۸                        | موسسه مطالعات تاریخ معاصر ایران                        | ۱۳۹۲                    |                         |                         | [ ۳۶ ]               |
| ۳۱ | گنجینه فرهنگ مردم                                                          | آرشیو مرکزی صدا و سیما                                 | ۱۳۹۲                    |                         |                         | [ ۳۷ ]               |
| ۳۲ | مجموعه اسناد و تصاویر کربلا (۱۷۷۷–۱۹۹۲)                                    | آرشیو مرکز آموزش و پژوهش‌های بین‌المللی وزارت امور خارجه | ۱۳۹۲                    | ۲۰۱۴                    |                         | [ ۳۸ ]               |
| ۳۳ | کلیات سعدی                                                                 | سازمان اسناد و کتابخانه ملی ایران                      | ۱۳۹۲                    |                         | ۲۰۱۵                    | [ ۳۹ ]               |
| ۳۴ | مثنوی معنوی                                                                | کتابخانه و موزه ملی ملک                                | ۱۳۹۲                    |                         |                         |                      |
| ۳۵ | مثنوی معنوی                                                                | سازمان اسناد و کتابخانه ملی ایران                      | ۱۳۹۲                    |                         |                         |                      |
| ۳۶ | مثنوی معنوی                                                                | سازمان کتابخانه‌ها، موزه‌ها و مرکز اسناد آستان قدس رضوی  | ۱۳۹۲                    |                         |                         |                      |
| ۳۷ | مثنوی معنوی                                                                | کتابخانه، موزه و مرکز اسناد مجلس شورای اسلامی          | ۱۳۹۲                    |                         |                         |                      |
| ۳۸ | مثنوی معنوی                                                                | کتابخانه مرکزی و مرکز اسناد دانشگاه تهران              | ۱۳۹۲                    |                         |                         |                      |
| ۳۹ | مثنوی معنوی                                                                | کاخ موزه گلستان                                        | ۱۳۹۲                    |                         |                         |                      |
| ۴۰ | مثنوی معنوی                                                                | سازمان اسناد و کتابخانه ملی ایران                      | ۱۳۹۲                    |                         |                         |                      |
| ۴۱ | الابنیه عن حقایق الادویه                                                   | کتابخانه، موزه و مرکز اسناد مجلس شورای اسلامی          | ۱۳۹۲                    |                         |                         |                      |
| ۴۲ | سفرنامه ناصر خسرو                                                          | سازمان اسناد و کتابخانه ملی ایران                      | ۱۳۹۲                    |                         |                         |                      |
| ۴۳ | مجموعه اسناد تصویری دفاع مقدس                                              | آرشیو مرکزی صدا و سیما                                 | ۱۳۹۴                    |                         |                         |                      |
| ۴۴ | مجموعه تصویری ایران (کامران قاجار و لیلا دوانی)                            | سازمان اسناد و کتابخانه ملی ایران                      | ۱۳۹۴                    |                         |                         |                      |
| ۴۵ | نامه‌های متبادل میان پادشاهان و دربار ایران                                 | مرکز اسناد و تاریخ دیپلماسی وزارت امور خارجه           | ۱۳۹۴                    |                         |                         |                      |
| ۴۶ | مجموعه عکسهای تاریخی دوره قاجار                                            | مرکز اسناد و تاریخ دیپلماسی وزارت امور خارجه           | ۱۳۹۴                    |                         |                         |                      |
| ۴۷ | عرفات‌العاشقین و عرصات‌العارفین                                              | کتابخانه و موزه ملی ملک                                | ۱۳۹۴                    | ۲۰۱۶                    |                         |                      |
| ۴۸ | مجموعه مستند تلویزیونی «پل آزادی»                                          | آرشیو مرکزی صدا و سیما                                 | ۱۳۹۵                    |                         |                         | [ ۲۶ ]               |
| ۴۹ | مجموعه مستند تلویزیونی «همراه باد در دل تنهایی کویر»                       | آرشیو مرکزی صدا و سیما                                 | ۱۳۹۵                    |                         |                         | [ ۴۰ ]               |
| ۵۰ | مجموعه مستند تلویزیونی «یاد و یادگار»                                      | آرشیو مرکزی صدا و سیما                                 | ۱۳۹۵                    |                         |                         | [ ۲۶ ]               |
| ۵۱ | مجموعه مستند تلویزیونی «کودکان سرزمین ایران»                               | آرشیو مرکزی صدا و سیما                                 | ۱۳۹۵                    |                         |                         | [ ۲۶ ]               |
| ۵۲ | مجموعه نت نوشته‌های پیانو استاد مرتضی خان محجوبی                            | مجموعه شخصی                                            | ۱۳۹۶                    |                         |                         | [ ۴۱ ]               |
| ۵۳ | جامع‌التواریخ                                                               | کاخ موزه گلستان                                        | ۱۳۹۶                    |                         | ۲۰۱۷                    | [ ۴۲ ]               |
| ۵۴ | الارشاد فی معرفة حجج الله علی العباد                                       | کتابخانه آیت‌الله مرعشی نجفی                            | ۱۳۹۶                    |                         |                         |                      |
| ۵۵ | مستند خلیج فارس                                                            | آرشیو مرکزی صدا و سیما                                 | ۱۳۹۷                    |                         |                         | [ ۲۶ ]               |
| ۵۶ | مستند معماری ایرانی                                                        | آرشیو مرکزی صدا و سیما                                 | ۱۳۹۷                    |                         |                         | [ ۲۶ ]               |
| ۵۷ | مجموعه رادیویی مرزهای دانش                                                 | آرشیو مرکزی صدا و سیما                                 | ۱۳۹۷                    |                         |                         | [ ۲۶ ]               |
| ۵۸ | سریال تلویزیونی هزاردستان                                                  | آرشیو مرکزی صدا و سیما                                 | ۱۳۹۷                    |                         |                         | [ ۲۶ ]               |
| ۵۹ | نامه‌های متبادل میان پادشاهان و سران کشورهای جهان با پادشاهان و دربار ایران | مرکز اسناد و تاریخ دیپلماسی وزارت امور خارجه           | ۱۳۹۷                    |                         |                         | [ ۴۳ ]               |